# 李民基
李民基或譯李暋起（韓語：이민기，1985年1月16日—），韓國男演員、模特兒。因飾演《加油！金顺》電視劇中的盧泰煥，獲得2005年MBC演技大獎新人獎。

## 演出作品

### 電視劇
- 2005年：MBC《加油！金顺》飾 盧泰煥
- 2005年：KBS《在芙蓉雞龍山》[1]
- 2005年：MBC《泰陵選手村》
- 2005年：MBC《彩虹羅曼史》飾 李民基
- 2006年：MBC《真的真的喜歡你》飾 南峰齊
- 2007年：KBS《達子的春天》飾 姜泰峰
- 2007年：KBS《詐騙信用調查所》飾 武烈
- 2012年：tvN《閉嘴！花美男樂團》飾 朱炳熙（特別演出）
- 2017年：tvN《今生是第一次》飾 南世喜
- 2018年：tvN《金秘書為何那樣》飾 金微笑爸爸(年輕）（特別演出）
- 2018年：JTBC《愛上變身情人》飾 徐道在
- 2019年：OCN 《所有人的謊言》飾 趙泰植[2]
- 2021年：MBC《Oh！珠仁君》飾 韓雨秀
- 2022年：JTBC《我的出走日記》飾 廉昌熙
- 2023年：JTBC《摸心第六感》飾 文壯烈
- 2024年：ENA《Crash》飾 車延互
- 2024年：KBS《Face Me》飾 車正宇
- 2025年：MBC《死亡天使瑪莉》飾 趙賢宇[3]

### 電影
- 2006年：《堤防傳說》（客串）
- 2007年：《外遇的好日子》（首部主演作品）
- 2007年：《幸福》（客串）
- 2008年：《浪漫島嶼（朝鲜语：로맨틱 아일랜드))）》（又名《浪漫愛爾蘭》）
- 2009年：《Oishi Man（朝鲜语：오이시맨）》（又名《美味男》日韓合作的電影）
- 2009年：《大浩劫》
- 2009年：《百萬生存遊戲（朝鲜语：10억 (영화)）》（又名《十億》）
- 2011年：《快遞驚魂 Quick》
- 2011年：《我的見鬼女友》
- 2013年：《戀愛的溫度》
- 2014年：《怪物 Monster（朝鲜语：몬스터 (2014년 영화)）》（另譯：獵殺對戰）
- 2014年：《為了皇帝（朝鲜语：황제를 위하여 (영화)）》
- 2015年：《朝我心臟開槍（朝鲜语：내 심장을 쏴라 (영화)）》
- 2018年：《朝鮮名偵探：吸血怪魔的秘密》特別出演
- 2022年：《音爆浩劫》特別出演
- 2024年：《心葬》

### MV
- 2004年: Nina《Hit'M》
- 2005年: Soulstar《Only one for me》
- 2007年: The Name＆崔珍怡《離別…以後》（與宋昰昀）
- 2007年: Vink＆沈恩珍《First Love》（與宋昰昀、張修元）
- 2008年: The One《My Girl》
- 2012年: Nell《還有，剩下的》（與宋再臨）
- 2013年: 韓昭賢《對不起》
- 2021年: Nell《危路》

### 個人唱片專輯及單曲
- 2009年：《NO KIDDING》個人唱片專輯20090811

- 2012年：tvN《閉嘴！花美男樂團》ost 《Not In Love》20120206
- 2013年：電影《戀愛的溫度》ost《昨日》20130314
- 2013年：電影《戀愛的温度》ost《Everything 》20130411

## 得獎以及提名
- 2005年：MBC演技大賞－男子新人獎（加油！金順）獲獎
- 2007年 : 第28屆青龍電影獎 -最佳新人奬 （外遇的好日子）提名
- 2007年：KBS演技大賞-優秀男演員獎 （達子的春天）提名
- 2007年：KBS演技大賞-優秀男演員獎 （詐騙信用調查所）提名
- 2007年：第43屆百想藝術大賞-最佳男新人獎（真的真的喜歡你）提名
- 2009年：第30屆青龍電影獎-最佳男配角獎 （海雲臺）提名
- 2009年：SISA NEW ICON -（電影部門 ）獲獎
- 2010年：第46屆百想藝術大賞－電影部門 男子新人演技獎（海雲臺）獲獎
- 2014年：第50屆百想藝術大賞－電影部門 男人氣獎（Monster）提名
- 2018年：第13屆Soompi Awards－年度最佳男演員獎（今生是第一次）提名
- 2018年：第13屆Soompi Awards－最佳螢幕情侶獎（與庭沼珉）（今生是第一次）提名
- 2019年：第14屆Soompi Awards－最佳螢幕情侶獎（與徐玄振）（愛上變身情人）提名

## 外部連結
- EPG 
- 官方网站
- 李民基的Instagram帳戶